# Veneto Classic
Der Veneto Classic ist ein italienisches Eintagesrennen im Straßenradsport, das in Venetien mit Ziel in Bassano del Grappa ausgetragen wird.
Die Erstaustragung des in der ersten Kategorie der UCI Europe Tour gelisteten Wettbewerbs erfolgte 2021 mit Start in Venedig und wurde von Samuele Battistella gewonnen. 2022 startete das Rennen in Treviso und wurde von Marc Hirschi gewonnen.

## Palmarès
| Jahr | Sieger              | Zweiter         | Dritter           |
| ---- | ------------------- | --------------- | ----------------- |
| 2021 | Samuele Battistella | Marc Hirschi    | Jhonatan Restrepo |
| 2022 | Marc Hirschi        | Davide Formolo  | Nicola Conci      |
| 2023 | Davide Formolo      | Marc Hirschi    | Filippo Zana      |
| 2024 | Magnus Cort Nielsen | Romain Grégoire | Xandro Meurisse   |